# Војислав М. Минић
Војислав М. Минић (Завој, 1947) српски је књижевник, родом из села Завој у пиротском округу. Тренутно живи у Пироту.

## Биографија
Рођен је у селу Завој 8. јануара 1947. године. У суседном селу је Велика Лукања је завршио основну школу. Касније је похађао Учитељску школу у Пироту. Студирао је руски језик и књижевност на Филолошком факултету у Београду. После студија је радио као наставник у Техничкој школи Пирот, основној школи Душан Радовић у Пироту и Гимназији у Бабушници.
Војислав Минић је члан Удружења књижевника Србије.

## Дела
Почео је да ствара убрзо после пресељења у насеље Нови Завој због плављења села Завој. Прво дело је монографија села Завој из 1989. године. Написао је и монографију Гимназије у Бабушници 2011. године.
Прву збирку прича Жива веза је издао 1998. године а другу Јајарац 2001. године. Следеће збирке које је Минић написао су Водене приче (2007), Кључар (2010), Граница (2012) Од романа је написао: Мутна бара (2003), Водена књига (2009), Књига (2014), Приче са језера (2018). Од поезије, Минић има збирку песама Јесењине из 2009. године.